# FUTURE UNISON
Future Unison （フューチャーユニソン）は、HiDE Kawadaが率いる、ソングライター、プロデューサーが所属する音楽クリエイターチームである。楽曲の特徴として、主に曲の頭に「Future Unison」というオーディオ・シグネチャーが挿入されることがある。

## 所属クリエイター & 音楽出版社
- クリエイター一覧

http://ufcreators.com/team/

## 楽曲一覧
http://ufcreators.com/works/